# Ossypenko (Berdjansk)

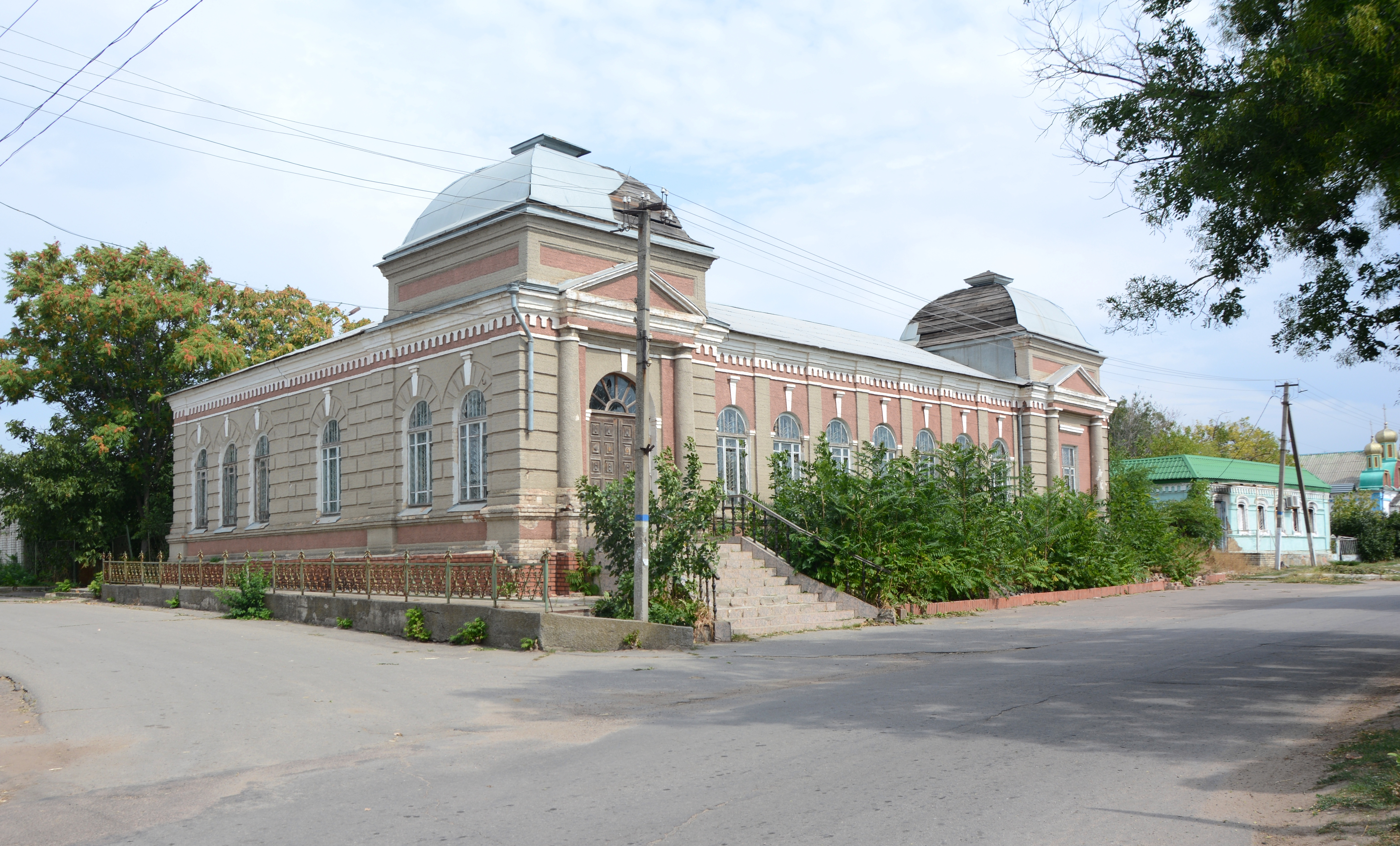
Gebäude im Ort

Ossypenko (ukrainisch Осипенко; russisch Осипенко Ossipenko) ist ein Dorf im Südosten der ukrainischen Oblast Saporischschja mit etwa 4600 Einwohnern (2004).
Die 1802 als Nowospassowka gegründete Ortschaft erhielt nach dem Tod der hier 1907 geborenen sowjetischen Fliegerin Polina Denissowna Ossipenko ihr zu Ehren 1939 ihren heutigen Namen.
Ossypenko liegt überwiegend am linken Ufer der 130 km langen Berda 14 km vor deren Mündung in das Asowsche Meer. Am gegenüberliegenden Flussufer lag die früher deutschsprachige Schwabenkolonie Neu-Hoffnung, die heute Teil des Dorfes ist.
Ossypenko befindet sich an der Fernstraße M 14 / E 58 zwischen dem 21 km südlich liegenden Rajonzentrum Berdjansk und der 63 km nordöstlich liegenden Stadt Mariupol. Das Oblastzentrum Saporischschja liegt 190 km nordwestlich von Ossypenko.

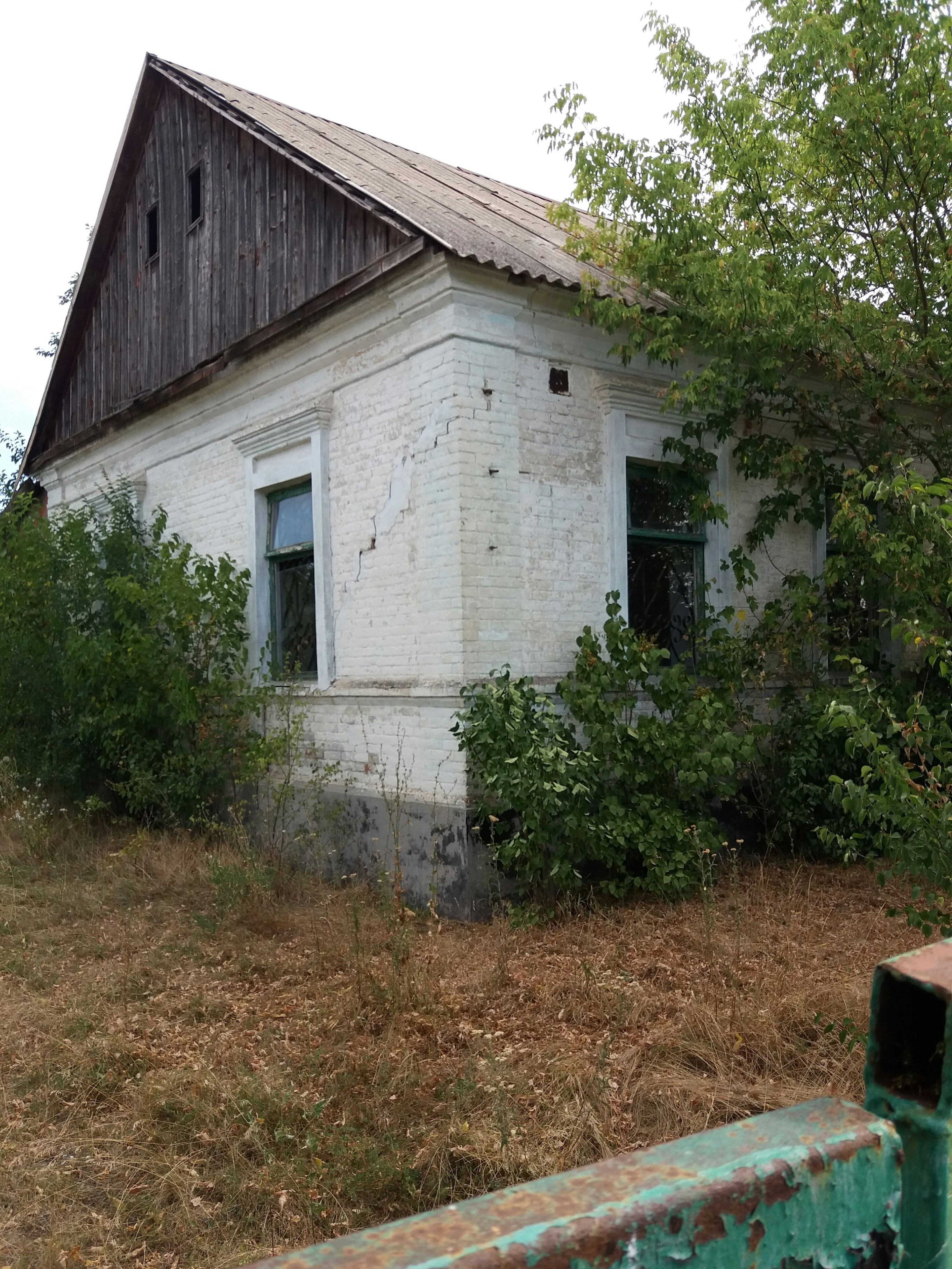
Ehemalige Schule der deutschen Kolonie
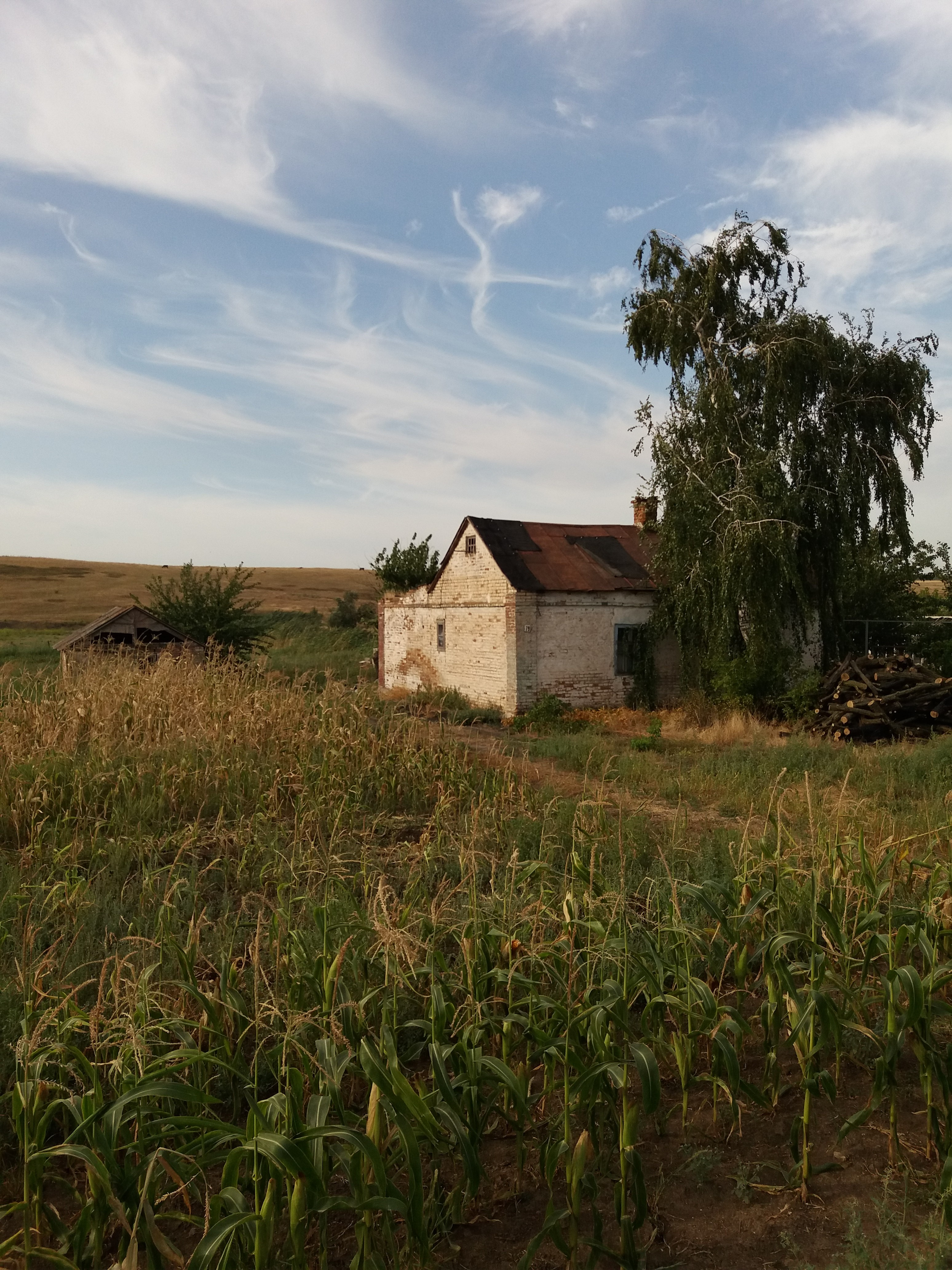
Altes deutsches Haus
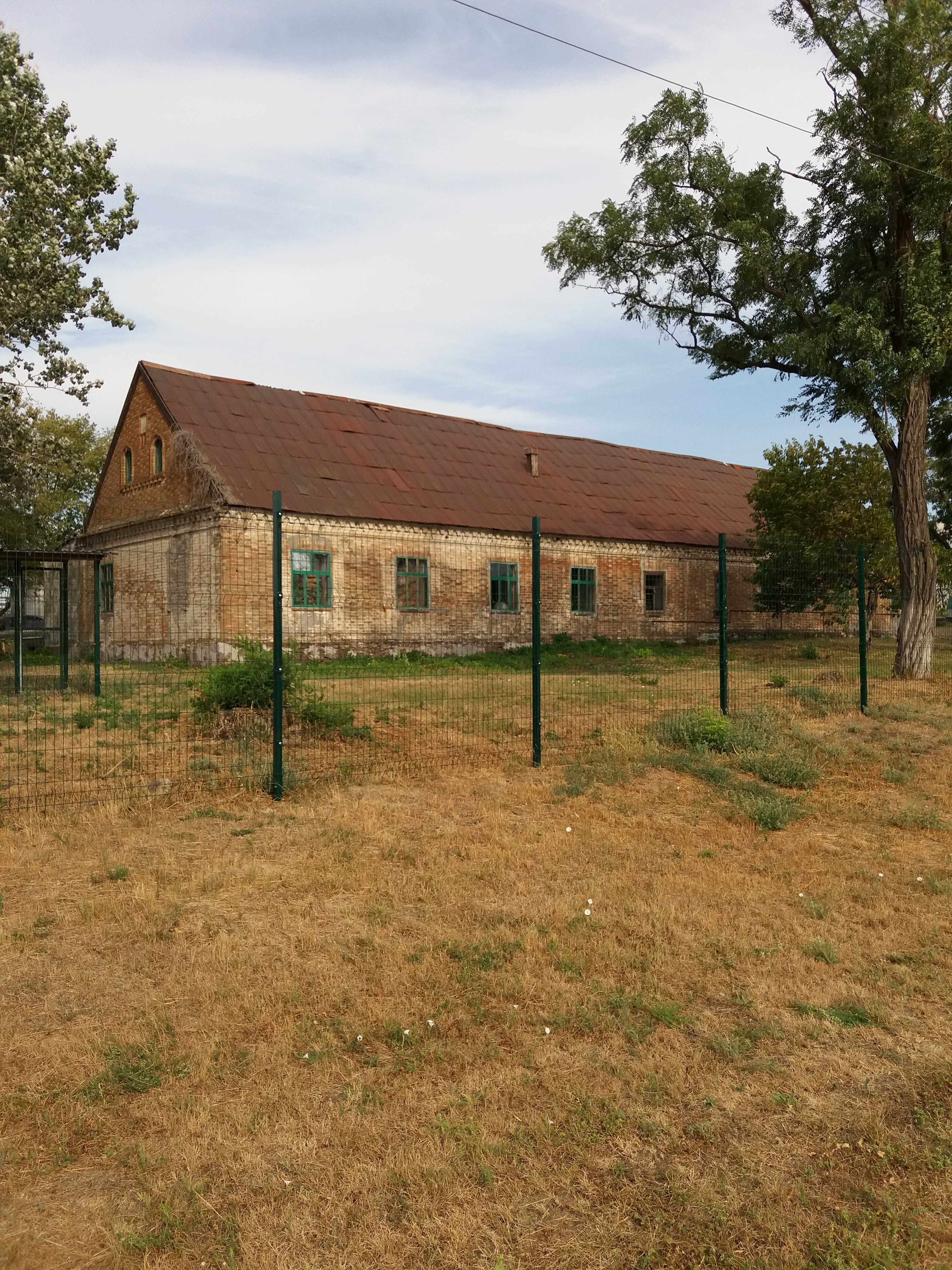
Altes deutsches Haus
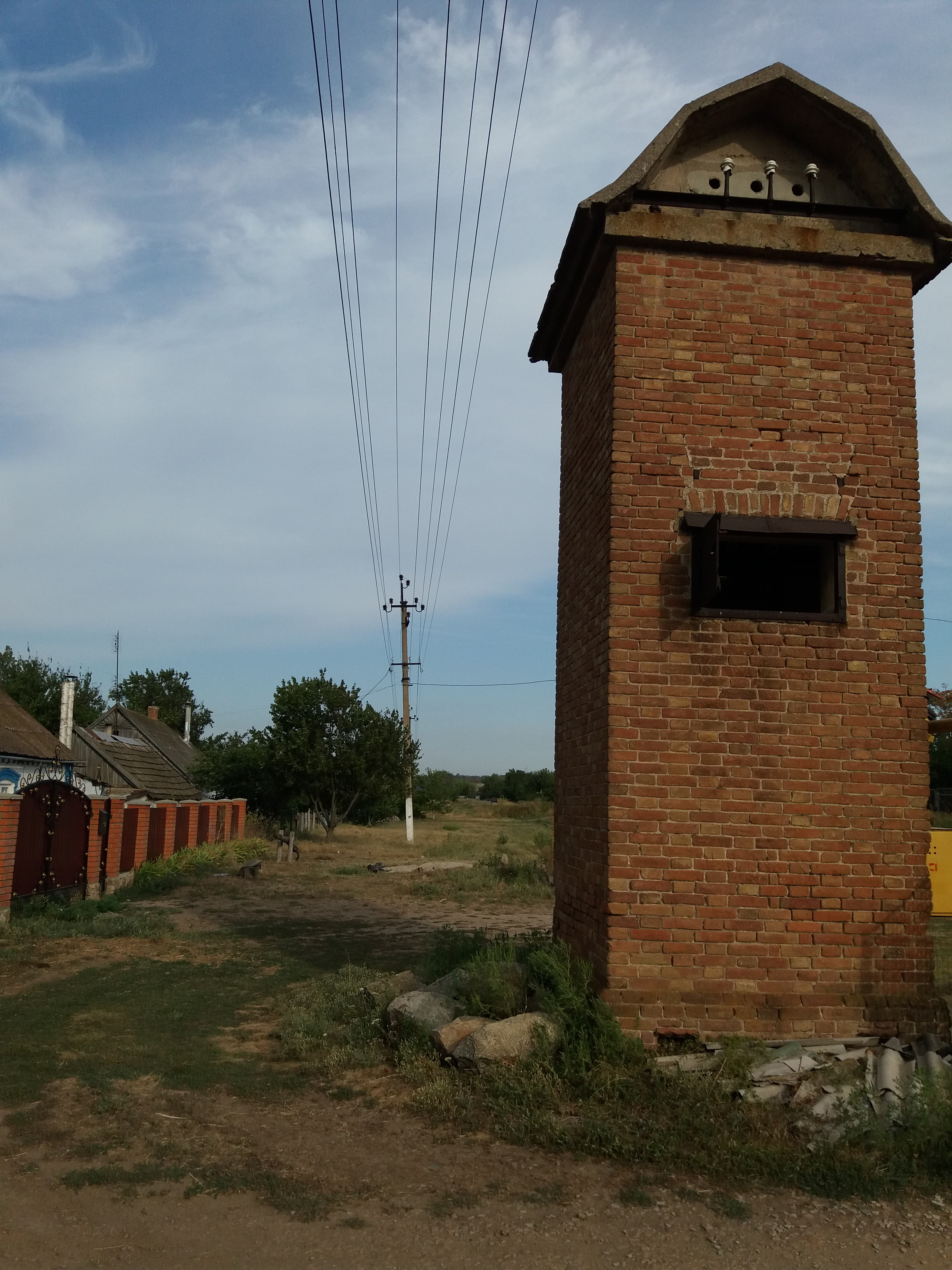
Turmstation

## Verwaltungsgliederung
Am 2. September 2016 wurde das Dorf zum Zentrum der neugegründeten Landgemeinde Ossypenko (Осипенківська сільська громада/Ossypenkiwska silska hromada). Zu dieser zählen auch die 5 in der untenstehenden Tabelle aufgelistetenen Dörfer sowie die Ansiedlung Berdjanske, bis dahin bildete es die gleichnamige Landratsgemeinde Ossypenko (Осипенківська сільська громада/Ossypenkiwska silska rada) im Zentrum des Rajons Berdjansk.
Folgende Orte sind neben dem Hauptort Ossypenko Teil der Gemeinde:
| ukrainisch transkribiert | ukrainisch    | russisch                          |
| ------------------------ | ------------- | --------------------------------- |
| Berdjanske               | Бердянське    | Бердянское (Berdjanskoje)         |
| Derewezke                | Деревецьке    | Деревецкое (Derewezkoje)          |
| Kulykiwske               | Куликівське   | Куликовское (Kulikowskoje)        |
| Nowopetriwka             | Новопетрівка  | Новопетровка (Nowopetrowka)       |
| Staropetriwka            | Старопетрівка | Старопетровка (Staropetrowka)     |
| Tscherwone Pole          | Червоне Поле  | Червоное Поле (Tscherwonoje Pole) |